# イオン・ドゥミトラチェ

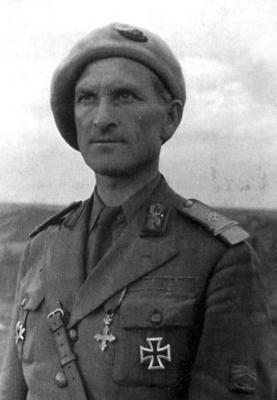
イオン・ドゥミトラチェ

イオン・ドゥミトラチェ（Ion Dumitrache, 1889年8月27日 - 1977年）は、ルーマニア王国の軍人。少将。
ルムニク・サラト出身。1940年～1942年、第2混成山岳歩兵旅団となり、1941年から1942年にかけての冬にハリコフ攻防戦で功績を上げた。1942年～1944年、第2山岳歩兵師団を指揮し、ドイツ第4装甲軍の作戦統制下でスターリングラード攻防戦に参加した。ナリチク奪取時、約3千人を捕虜にし、1942年11月21日、ドイツの騎士鉄十字章を授与された。1944年8月からカルパチアで山岳軍団を指揮。
1944年9月末、ルーマニアは連合国側に移り、10月15日、ドゥミトラチェは予備役に編入された。11月15日、剣付三等ミハイ勇敢公勲章を受章。
1949年、戦争犯罪の嫌疑で逮捕され、刑務所に収監された。1950年、釈放。